# Herman Spöring den äldre
Herman Diedrich Spöring, född den 19 oktober 1701 i Stockholm, död den 17 juni 1747 i Åbo, var en svensk-finländsk läkare och tecknare. 

## Biografi
Herman Spöring var son till rektorn vid Tyska skolan i Stockholm Eberhard Christian Spöring och Elisabet Benedicta Burmeister och från 1732 gift med Hedvig Ulrica Meurman samt far till Herman Spöring. Han studerade i Tyska skolan och intresserade sig tidigt för botanik, men även målarkonst och musik, liksom franska, engelska och italienska. Spöring blev vid 17 års ålder student vid Uppsala universitet och inackorderades hos Olof Celsius den äldre, som uppmuntrade hans redan väckta intresse för botaniken. Bland hans lärare märks medicinprofessorerna Rudbeck och Roberg. Han hörde även föreläsningar i Stockholm, vilka hölls av Bromell, hos vilken han var anställd som informator för barnen. Han ägde hos denne fritt tillträde till ett rikt bibliotek och betydande naturalhistoriska samlingar. Vid denna tid åtnjöt den medicinska undervisningen i Leiden högt anseende och Spöring skyndade sig dit år 1723 for att där dra nytta av Boerhaaves och Gravesandes med fleras föreläsningar. Där uppehöll han sig i två år, varefter han under en resa genom Tyskland besåg dess bergverk. Härefter besöktes Paris, där han i närmare ett år vidare övade sig i anatomin. Återvägen togs genom Holland, där han i Amsterdam bland annat avtecknade det anmärkningsvärdaste i Sebas naturaliekabinett. I Harderwijk försvarade han den 18 maj 1726 sina teser och promoverades till medicine doktor.
Efter fyra års frånvaro återkom han år 1727 till Sverige och utnämndes följande år till den sedan den 30 juni 1726 lediga medicinprofessuren vid universitetet i Åbo. Under de 19 år Spöring kvarstod i denna tjänst utvecklade han ett särdeles nit för den medicinska vetenskapens framgång i landet, ävensom för universitetets anseende. Han var även två gånger dess rektor, nämligen läsåren 1737-38 och 1746-47. Han utförde rättsmedicinska och diagnostiska obduktioner och publicerade tidigt undersökningar om koppympning samt olika fallbeskrivningar. På grund av de många rön och iakttagelser han insänt till Kungliga Vetenskaps-Societeten i Uppsala, stiftad 1720, och Kungliga Vetenskapsakademien i Stockholm, grundad år 1739, inkallades han till ledamot i dessa, nämligen år 1730 i den förra och år 1742 i den senare, inför vilken han även, under vistelsen i Stockholm under kriget den 6 januari 1743 höll det första minnestalet eller äreminnet, som det då hette, över ledamoten Johan Moraeus, Carl von Linnés svärfar. Efter Spörings död höll Abraham Bäck den 11 januari 1749 ett minnestal över honom.
Sin förmåga för teckning som han förvärvat under ungdomsåren drog han senare nytta av vid utarbetandet över olika manufakturer som han själv illustrerade. Bland annat skänkte han en utförlig illustrerad skildring av bergsbruk i Tyskland till Åbo Akademi.